# Star Wars (videogioco 1983)
Star Wars è un videogioco arcade del 1983 realizzato da Atari, basato sulla battaglia finale del film Guerre stellari del 1977. Nonostante la sua semplice grafica wireframe, per i suoi tempi era tecnicamente evoluto e riuscì a riproporre efficacemente l'iconica scena del film. Fu uno dei titoli più celebri dell'età dell'oro dei videogiochi arcade. Nel corso degli anni è stato portato su numerosi home computer e console, su queste ultime generalmente con il titolo Star Wars: The Arcade Game.
Star Wars fu seguito da Return of the Jedi (1984), basato sul terzo film della saga, e completamente diverso come gioco. Il secondo seguito, The Empire Strikes Back (1985), tornò a essere tecnicamente simile all'originale.

## Modalità di gioco
Star Wars è uno sparatutto a scorrimento in una prospettiva tridimensionale in prima persona, realizzato in grafica vettoriale wireframe multicolore. Lo scenario ripreso dal film è quello della battaglia sulla Morte Nera. Il giocatore controlla Luke Skywalker a bordo dell'X-wing "Red 5" (Rosso 5). Lo scopo è distruggere la gigantesca astronave attraverso tre livelli, che si ripetono ciclicamente:
1. Spazio esterno intorno alla Morte Nera; il giocatore ingaggia battaglia contro numerosi caccia TIE imperiali e il modello avanzato pilotato da Dart Fener
2. Superficie della Morte Nera; lo scopo è distruggere un certo numero di postazioni nemiche
3. Canale sulla superficie della Morte Nera, difeso da torrette alle pareti; al termine del canale è necessario lanciare i siluri protonici nel foro che porta al reattore principale, operazione che richiede grande tempismo; se si sbaglia si ricomincia il canale da capo

Sia per sparare che per dirigere l'astronave si muove un mirino sullo schermo. Il nemico spara lenti proiettili scintillanti che possono essere schivati oppure colpiti al volo. Si ha una sola vita e una certa quantità di scudi deflettori che si riduce a ogni colpo ricevuto.

## Versione arcade
La versione arcade utilizza grafica vettoriale e fu il primo gioco Atari a contenere voci digitalizzate per i personaggi, per i quali è stata campionata la voce dell'interprete del film. Ad esempio Obi-Wan Kenobi, dopo aver perso la partita, dice "The force will be with you - always" (la forza sarà con te - sempre).
Il cabinato uscì in versione verticale e in versione abitacolo con sedile. Quest'ultima fa uso di uno schermo panoramico per dare una sensazione più immersiva e con la sua spettacolarità contribuì a rendere il videogioco memorabile.

## Conversioni
Tra il 1983 e il 1984 il gioco fu convertito per numerosi home computer e alcune console, tra cui Atari 2600, Atari 5200, Atari 8-bit, ColecoVision e Commodore 64. Queste prime conversioni, su cartuccia, vennero pubblicate perlopiù da Parker Brothers con il titolo Star Wars: The Arcade Game.
Negli anni 1987-1989 numerose altre conversioni furono distribuite su disco o cassetta da Domark Software in Europa e Brøderbund in America, tra cui quelli per Amiga, Atari ST e Mac OS, i quali erano i più vicini alla versione arcade, utilizzando grafica vettoriale e le voci campionate dal film, sebbene nella versione Mac siano presenti in numero inferiore. Nel caso di Atari 8-bit e Commodore 64 uscirono nuove versioni con grafica più fedele all'originale, sebbene fossero stati già pubblicati in precedenza su cartuccia.
Insieme ai sequel Return of the Jedi (1984) e The Empire Strikes Back (1985), il gioco è stato ripubblicato da Domark anche nella trilogia The Star Wars Trilogy per i computer Amiga, Amstrad CPC, Atari ST, BBC Micro, Commodore 64 e ZX Spectrum, del 1989.
I tre titoli sono stati anche inseriti come extra in Star Wars Rogue Squadron III: Rebel Strike per Nintendo GameCube (2003). Questa versione è identica a quella arcade.

## Sviluppo
Star Wars derivò da un altro progetto, Warp Speed, ideato dall'ingegnere Jed Margolin, una sua ambizione fin da quando entrò all'Atari. Margolin lavorò prima a diversi titoli degni di nota, tra cui Battlezone che ha diverse somiglianze tecniche con Star Wars, infine fu approvato il suo progetto di un gioco di guerra spaziale 3D, con Greg Rivera come programmatore e Mike Hally (noto per Gravitar) come produttore.
Questo primo progetto, nome in codice Warp Speed, non era legato a Guerre stellari e non andò oltre la fase di prototipo. Quando l'Atari ottenne da Lucasfilm la licenza per realizzare giochi ufficiali della saga cinematografica, lo stesso Margolin propose di usare il prototipo come base per il futuro Star Wars. Anche se non si partì da zero, il progetto era comunque impegnativo e soggetto all'approvazione di George Lucas in persona.
In particolare per il sistema di controllo si passò dal joystick standard a un volante con due manubri più adatto alla situazione, realizzato dall'ingegnere meccanico Jerry Liachek e derivato da quello di The Bradley Trainer, una variante militare di Battlezone.
Il cabinato in versione abitacolo, il cui progetto fu guidato dal designer industriale Mike Jang, era particolarmente avanzato e di impatto, ma riuscì ugualmente ad avere costi contenuti, 1249 dollari dell'epoca per unità. L'estetica richiama le strutture meccaniche tipiche del film, con un aspetto metallico nonostante si trattasse di legno dipinto. 
Lucas fu entusiasta del prototipo, che rimase quasi uguale nella versione definitiva. La Lucasfilm richiese comunque diverse modifiche al gioco, dettagli di tipo perfezionistico. Nel complesso lo sviluppo dell'arcade richiese 18 mesi. Lucas andò personalmente all'Atari di Sunnyvale per il test finale.

## Accoglienza
Pubblicato nel pieno dell'età dell'oro dei videogiochi arcade, il gioco ebbe grande popolarità negli anni successivi, tanto che il sito Killer List of Videogames l'ha inserito al 4º posto nella lista dei giochi arcade più popolari di tutti i tempi.
Il gioco arcade fu accolto con entusiasmo dai gestori di sale giochi, in quanto appariscente e capace di attrarre i giocatori con la sua novità. Grazie anche alla celebrità della saga cinematografica, il successo di pubblico fu confermato. I cabinati venduti furono 12.000, dei quali 2.450 in versione abitacolo, con costi di fabbricazione comunque non eccessivi e quindi grande successo economico per Atari.
Le conversioni ottennero numerose recensioni con giudizi variabili, ad esempio le versioni DOS, Amiga, Commodore 64, e Atari ST vennero recensite sulla rivista Dragon con il punteggio di 3/5.

## Record
Nel 1984 Robert Mruczek raggiunse il punteggio di 300 milioni in 49 ore con un solo credito. Fu il record mondiale per la partita più lunga per un singolo individuo, finché non venne superato nel 2005 da Brandon Erickson, che raggiunse le 54 ore con un solo credito, anche se con un punteggio più basso, 283 milioni. Mruczek detiene tutt'oggi il record per il punteggio più alto raggiunto da un singolo individuo.
Nel giugno 1985 un gruppo di tre persone (composto da Flavio Roberts, Dave Roberts e Mike Ohren) giocò un solo credito, alternandosi, per 5 giorni, 2 ore e 26 minuti consecutivi, raggiungendo l'incredibile punteggio di 1.000.000.012 punti. Il trio venne immortalato sulla rivista Computer and Video Games per il traguardo raggiunto.